# Passer italiae

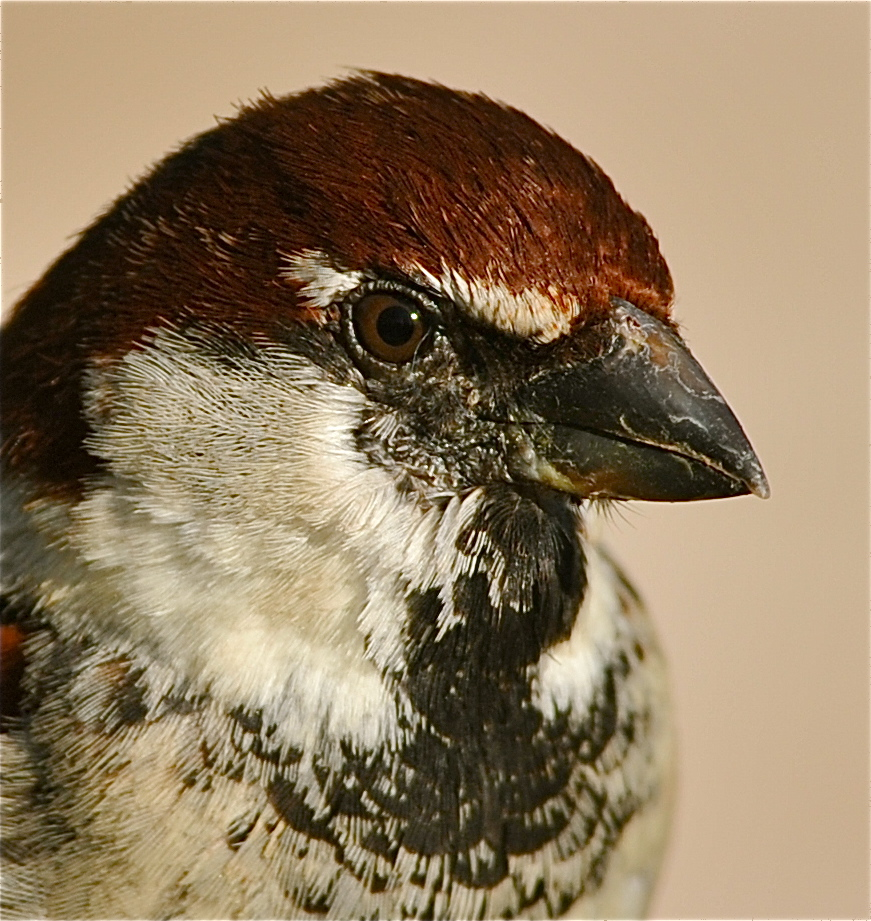
Particolare della testa di un maschio

La passera d'Italia (Passer italiae Vieillot, 1817), o passero italiano, è un uccello della famiglia dei Passeridi.

## Descrizione
Il passero italiano ha caratteristiche comuni alle due specie di origine. Esiste un dimorfismo sessuale, la femmina ha un colorito giallastro sporco inferiormente e bruno superiormente, con dorso striato di scuro. La femmina è indistinguibile dalla femmina di Passera europea.

Il maschio è caratterizzato dal capo bruno rossiccio con guance bianche e ampia macchia golare nera; nel piumaggio appena mutato (autunno e inverno), i margini chiari delle penne offuscano sia il nero della gola, sia il colore rossiccio del vertice. Il maschio si differenzia da quello della Passera europea per la mancanza del vertice grigio e per la colorazione nera della gola più stretta. 
Nella parte meridionale delle Alpi si ibridizza con la Passera europea.
Come curiosità, il prof. Enrico Franzoi scriveva nel 1897 dell'esistenza di un esemplare albino, nella città di Sant'Elpidio a Mare.
Annotava Franzoi: 

## Biologia

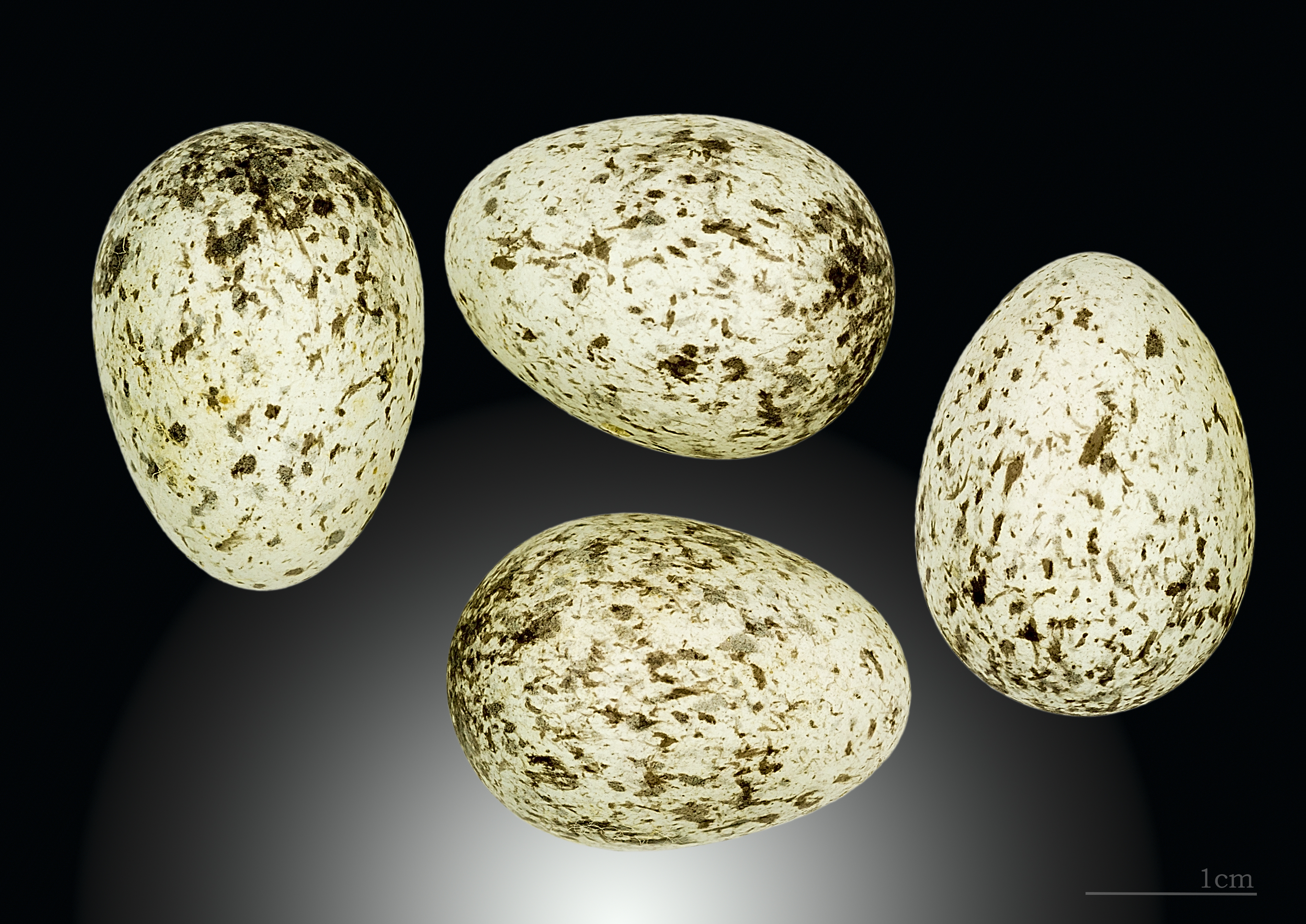
Uova di Passer italiae

Strettamente dipendente dall'uomo, frequenta soltanto i centri abitati permanenti e le campagne coltivate.

### Alimentazione
Come tutte le specie di passeri è onnivoro, cibandosi di semi, frutta, insetti e scarti alimentari dell'uomo.

### Riproduzione
Il nido, un voluminoso ammasso di erbe secche con ingresso laterale, è costruito in anfratti di strutture artificiali (sotto tegole, nei fori di muri, piloni, ecc.), o più raramente in cavi d'albero.
La femmina depone 3-6 uova che cova 11-14 giorni. I giovani restano al nido circa 2 settimane.

Vi possono essere sino a 3-4 deposizioni all'anno.

## Distribuzione e habitat
Lo si trova in tutta Italia dove nidifica (ad esclusione della Sardegna, dove troviamo la passera sarda), Svizzera meridionale, Corsica e Creta; in Sicilia sono presenti sia il passero italiano che la passera sarda.
Può nidificare sino ad oltre 2000 m di quota (ad esempio a Breuil-Cervinia), ma è assente dai valloni abitati solo in estate.

## Tassonomia
Lo status tassonomico di questa entità è stato a lungo dibattuto, con alcuni autori che la ritenevano una specie a parte, e altri che invece la consideravano una sottospecie del passero domestico (Passer domesticus), oppure della passera spagnola (Passer hispaniolensis).

Nel 2011 la rivista Molecular Ecology ha pubblicato i risultati di alcuni studi che dimostrano che la passera d'Italia è un  ibrido stabile di Passer domesticus e Passer hispaniolensis.
Nel 2013 il Congresso Ornitologico Internazionale le ha definitivamente riconosciuto il rango di specie.

### Specie simili
La passera europea (Passer domesticus) è presente in Italia soltanto ai confini con i paesi transalpini; in Valle d'Aosta è osservabile in modesto numero soprattutto nel settore settentrionale e occidentale.
La femmina è indistinguibile da quella della Passera d'Italia, mentre il maschio ha il capo superiormente grigio cenere.
La passera mattugia (Passer montanus), identificabile grazie all'evidente macchia nera sulla guancia e alla livrea simile nei due sessi e anche nei giovani che però presentano una colorazione più smorta, è diffusa soltanto a bassa quota e frequenta soprattutto le aree agricole.
La passera sarda (Passer hispaniolensis), detta anche passero spagnolo, è presente in Sardegna e Sicilia (in quest'ultima regione insieme al passero italiano). Il maschio ha il capo superiormente di color cioccolato come il passero italiano, ma più rossiccio e con macchie bianche più ampie. La femmina è indistinguibile.